# Saxetania beybienkoi
Saxetania beybienkoi is een rechtvleugelig insect uit de familie Pamphagidae. De wetenschappelijke naam van deze soort is voor het eerst geldig gepubliceerd in 1968 door Stolyarov.